# Palacio Gran Ducal de Luxemburgo

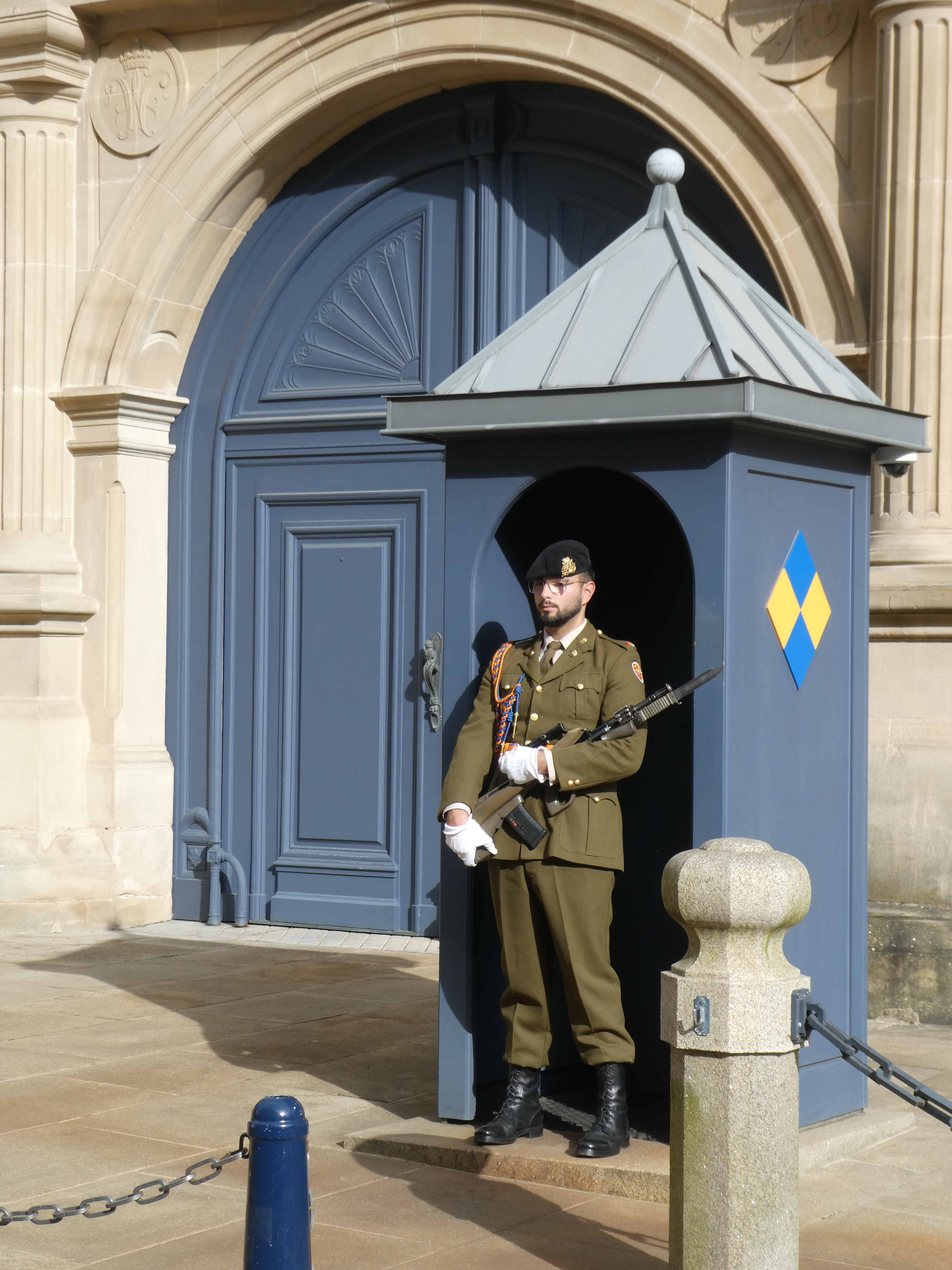
El ejército de Luxemburgo realiza la guardia del Palacio Gran Ducal.

El Palacio Gran Ducal (en luxemburgués: Groussherzogleche Palais; en francés: Palais grand-ducal; en alemán: Großherzogliches Palais) es un palacio en la ciudad de Luxemburgo, al sur de Luxemburgo.
Es la residencia oficial del gran duque de Luxemburgo, y donde realiza la mayoría de sus obligaciones como cabeza del Estado del Gran Ducado.

## Historia
El edificio fue en un principio el Ayuntamiento de Luxemburgo desde 1572 hasta 1795, la sede de la prefectura del Département des Forêts en 1795, y después la sede principal del Gobierno de Luxemburgo en 1817.
Desde 1817, el palacio se convirtió en la residencia del Gobernador, el representante de los Gran Duques de los Países Bajos. Como tal, fue utilizado por el príncipe Enrique, durante el periodo en que fue Teniente Representante de Luxemburgo. El interior del edificio fue renovado en 1883, en preparación de una visita del Gran Duque Guillermo III y su esposa Gran Duquesa Emma.
Con la ascensión de la Casa de Nassau-Weilburg en 1890, el palacio fue reservado exclusivamente para el Gran Duque y su familia. Bajo el gobierno del Gran Duque Adolfo fue renovado exhaustivamente y fue construida una nueva ala, conteniendo las habitaciones familiares y de acomodación de invitados, a cargo del arquitecto belga Gédéon Bordiau y el arquitecto del estado luxemburgués, Charles Arendt.
Durante la ocupación alemana en la Segunda Guerra Mundial, el Palacio Gran Ducal fue utilizado por los nazis como sala de conciertos y taberna. Fue ampliamente dañado y gran parte del mobiliario y la colección de arte fue arruinada. Con el retorno del exilio de la Gran Duquesa Carlota en 1945, el palacio de nuevo se convirtió en la sede de la corte Gran Ducal.
Bajo la supervisión de Carlota, el palacio fue redecorado durante la década de 1960. Fue restaurado completamente en 1991 y 1996. El interior del palacio ha sido regularmente renovado para adaptar los nuevos gustos y los estándares de confort.
Desde 1945 hasta 1966 la Guardia Gran Ducal realizó la guardia ceremonial del palacio. Desde 1966 soldados del ejército de Luxemburgo realizan las obligaciones de guardia.

## El palacio en la actualidad
Como residencia oficial del gran duque, el palacio es utilizado por él en el ejercicio de sus funciones oficiales. Él y la gran duquesa, junto con el personal a su cargo, tienen sus oficinas en el palacio, y las habitaciones de Estado en el primer piso son utilizadas para una variedad de congresos y audiencias. En Nochebuena, el mensaje de Navidad del gran duque es emitido desde la Sala Amarilla.
Jefes de Estado extranjeros son alojados en el palacio, como invitados del gran duque y la gran duquesa, durante visitas oficiales a Luxemburgo; y el Salón de Baile es la sede de banquetes en su honor. A través de los años, se han realizado numerosas otras celebraciones en el palacio, como la recepción de Año Nuevo dada a los miembros del Gobierno y de la Cámara de Diputados.

## Cronograma
Hay un cronograma de 1993 bajo el balcón.
regIa prInCIpVM popVLIqVe ConCorDIae testIs ContIone VnIVersa sVffragante renoVata MCMXCIII